# Garry McCoy
Garry McCoy (Sydney, 18 de abril de 1972) é um motociclista australiano.